# Goera sarayu
Goera sarayu är en nattsländeart som beskrevs av Schmid 1991. Goera sarayu ingår i släktet Goera och familjen grusrörsnattsländor. Inga underarter finns listade i Catalogue of Life.